# Термодинамические величины
Термодинамическими величинами называют физические величины, используемые для описания состояний и процессов в термодинамических системах. Термодинамика рассматривает эти величины как некоторые макроскопические величины (макроскопические параметры), присущие системе или процессу в системе, но не связывает их со свойствами системы на микроскопическом уровне рассмотрения. Последнее служит предметом рассмотрения в статистической физике. Переход от микроскопического описания системы к макроскопическому ведёт к радикальному сокращению числа физических величин, необходимых для описания системы. Так, если системой является определенное количество газа, то во внимание принимают только характеризующие систему объём {\displaystyle V,} температуру {\displaystyle T,} давление газа {\displaystyle P} и его массу {\displaystyle m}.

## Терминология
Единая терминология, относящаяся к термодинамическим величинам, отсутствует. Одна и та же физическая величина может называться термодинамической координатой, величиной, переменной, параметром, функцией или просто свойством в зависимости от контекста и роли, которую она выполняет в том или ином термодинамическом соотношении. Для некоторых понятий и терминов имеются рекомендации ИЮПАК и сборник определений, рекомендованных АН СССР для применения в научно-технической литературе, учебном процессе, стандартах и технической документации.

## Классификация термодинамических величин
Схема, основанная на сборнике определений и книге, демонстрирует один из возможных вариантов классификации термодинамических величин:

## Независимые переменные состояния и функции состояния
Под состоянием термодинамической системы понимают совокупность её свойств. Все физические и физико-химические переменные, используемые для описания макроскопических свойств термодинамической системы, не зависящие от предыстории системы (от того, каким путём система пришла в текущее состояние), то есть полностью определяемые состоянием системы в данный момент времени, называют термодинамическими переменными состояния (параметрами состояния, функциями состояния). В литературе широко распространена точка зрения, согласно которой переменные состояния представляют собой физические величины, характеризующие только и исключительно равновесное состояние термодинамической системы. Подробности см. в статье Особенности различных дефиниций термина «переменная состояния».
Состояние системы называют стационарным, если параметры системы с течением времени не изменяются. Состояние термодинамического равновесия представляет собой частный случай стационарного состояния. Всякое изменение состояния системы называют термодинамическим процессом. В любом процессе обязательно изменяется хотя бы одна переменная состояния. Непрерывную последовательность состояний, сменяющих друг друга при переходе системы из исходного состояния в конечное, называют путём процесса.
Поскольку одна и та же переменная состояния в разных задачах может выступать и как независимая переменная, и как функция других независимых переменных, термины «функция состояния», «параметр состояния» и «переменная состояния» иногда рассматривают как синонимы и называют функцией состояния любую переменную состояния, не проводя требуемого математикой разграничения между функцией, её аргументами и входящими в 
дефиницию функции числовыми коэффициентами.
Переменные состояния связаны между собой уравнениями состояния (термическим и калорическим) и другими соотношениями (например, уравнением Гиббса — Дюгема), поэтому для однозначной характеристики состояния системы оказывается достаточным знания только немногих величин, называемых независимыми переменными состояния. Остальные переменные состояния представляют собой функции независимых переменных — функции состояния — и определены однозначно, если заданы значения их аргументов. При этом для многих задач не имеет значения, известны ли конкретные уравнения состояния изучаемой системы; важно только, что соответствующие зависимости всегда реально существуют. Число независимых переменных состояния зависит от природы конкретной системы, а выбор их достаточно произволен и связан с соображениями целесообразности. После того, как выбор сделан, используемый набор переменных уже нельзя произвольно менять по ходу задачи. Значительная часть математического аппарата классической термодинамики (в том числе применение якобианов и преобразования Лежандра) как раз посвящена решению проблемы замены переменных и перехода от одного набора независимых переменных к другому.
К переменным состояния относятся, например,
- температура,
- давление,
- концентрации составляющих систему веществ,
- объём,
- массы составляющих систему веществ,
- химические потенциалы составляющих веществ,
- внутренняя энергия,
- энтропия,
- термодинамические потенциалы,
- характеристические функции.

## Математическая классификация переменных и параметров состояния
Величины, входящие в уравнения термодинамики, рассматривают либо как числовые функции — функции состояния, либо как аргументы этих функций — независимые переменные состояния, либо как параметры (коэффициенты, неопределённые константы) уравнения — числовые параметры, конкретные значения которых постоянны или несущественны для рассматриваемой задачи. С тем, чтобы снизить вероятность путаницы, рекомендуется отдавать предпочтение терминам «термодинамические переменные» и «параметры (числовые)».
Одна и та же характеризующая состояние величина в зависимости от природы термодинамической системы и постановки задачи может выступать в любой из перечисленных выше ролей — и как независимая переменная, и как функция состояния, и как числовой параметр. Так, объём {\displaystyle V} в термическом уравнении состояния идеального газа ({\displaystyle n} — число молей газа, {\displaystyle R} — универсальная газовая постоянная)
{\displaystyle PV=nRT}
может быть как функцией состояния
{\displaystyle V=V(P,T),}
так и независимой переменной состояния:
{\displaystyle P=P(T,V),}
{\displaystyle T=T(P,V),}
тогда как в калорическое уравнение состояния фотонного газа объём входит уже как числовой параметр ({\displaystyle U} — внутренняя энергия, {\displaystyle \alpha } — радиационная постоянная):
{\displaystyle U=\alpha VT^{4},}
а в термическом уравнении состояния фотонного газа объём вообще не фигурирует:
{\displaystyle P={\frac {\alpha }{3}}T^{4}.}
Изменение функции состояния в любом термодинамическом процессе равно разности её значений в конце и в начале процесса и не зависит от пути процесса. С математической точки зрения это означает, что бесконечно малое изменение любой функции состояния есть полный дифференциал. Поскольку интеграл от полного дифференциала не зависит от пути интегрирования, то интеграл по замкнутому контуру от полного дифференциала функции состояния равен нулю. С физической точки зрения это означает, что если система посредством ряда переходов возвращается в исходное состояние — совершает цикл, — то изменение функции состояния в таком процессе равно нулю. Так, для внутренней энергии термодинамической системы {\displaystyle U} имеем:
{\displaystyle \oint {dU}=0.}
Справедливо и обратное утверждение: если изменение термодинамической величины в цикле равно нулю, то эта величина — переменная состояния.

## Пространство состояний, термодинамическая поверхность, диаграммы состояния
Абстрактное пространство, образуемое для закрытой термодеформационной системы тремя переменными состояния, две из которых независимы, а третья представляет собой их функцию, называют термодинамическим пространством состояний (термодинамическим пространством). Переменные P—V—T-пространства состояний связаны термическим уравнением состояния
{\displaystyle f(P,V,T)=0,}
соответствующим термодинамической поверхности — геометрическому месту фигуративных точек, отображающих состояние системы в термодинамическом пространстве. Процессу в пространстве состояний соответствует линия, лежащая на этой поверхности.
Некоторые авторы подразумевают, что термодинамическое пространство образуют только независимые переменные, то есть оно в рассматриваемом нами случае не трёхмерно, а двумерно и представляет собой термодинамическую диаграмму состояния — плоскую проекцию трёхмерной термодинамической поверхности на одну из трёх координатных плоскостей. Каждому состоянию системы обратимо и однозначно соответствует точка на диаграмме состояния, а термодинамическому процессу — линия, которая на P—V-диаграмме носит название изотермы, P—T-диаграмме — изохоры, на V—T-диаграмме — изобары. Если на диаграмму состояния нанесены изолинии, то процесс изображают отрезком изотермы, изохоры или изобары.
Трёхмерное изображение термодинамической поверхности гетерогенной системы носит название объёмной фазовой диаграммы (пространственной фазовой диаграммы, трёхмерной фазовой диаграммы, трёхмерной диаграммы состояния):
Проекция термодинамической поверхности гетерогенной системы на P—T-координатную плоскость представляет собой фазовую диаграмму, то есть диаграмму состояния с нанесёнными на неё линиями фазового равновесия:

## Интенсивные и аддитивные переменные состояния
В термодинамике переменные состояния разбивают на два класса — на те, которые имеют определённое значение в каждой точке, и те, которые имеют смысл только для системы в целом или её частей конечных размеров и обладают свойством аддитивности по размеру. Аддитивность переменной состояния означает, что её значения можно суммировать, так что значение переменной для системы равно сумме значений этой переменной для всех частей системы.
Переменные состояния однородной системы, не зависящие от её размеров, называют интенсивными. Термодинамика рассматривает любую интенсивную величину как локальную макроскопическую переменную, имеющую вполне определенное значение в каждой точке системы. Интенсивными термодинамическими переменными являются, например, давление, температура, химический потенциал, концентрация, плотность, мольные и удельные величины.
В неоднородной гомогенной (непрерывной) системе, свойства которой плавно изменяется от точки к точке, значение интенсивной переменной является непрерывной функцией геометрических координат. Так, для газа в гравитационном поле давление и плотность зависят от расстояния до источника поля. Распределение переменной в пространстве в каждый момент времени задаётся — в зависимости от тензорного ранга переменной — скалярным, векторным или тензорным полем в трехмерном эвклидовом пространстве. Скалярными полями описывают распределение температуры, давления, концентрации вещества. Так, распределение температуры задаётся температурным полем, которое может быть как нестационарным (изменяющимся во времени), так и не зависящим от времени стационарным. Систему с одинаковыми во всех точках значениями температуры называют термически однородной. Математически температурное поле описывают уравнением зависимости температуры {\displaystyle T} от пространственных координат (иногда рассмотрение ограничивают одной или двумя координатами) и от времени. Для термически однородных систем {\displaystyle \mathrm {grad} \,T=0.}
Экстенсивной называют переменную состояния, задаваемую глобально, то есть зависящую от размеров системы и характеризующую не заданную точку пространства, а некоторую конечных размеров часть системы или систему в целом. Поскольку экстенсивные переменные обладают свойством аддитивности, термины «экстенсивный» и «аддитивный» применительно к переменным состояния обычно рассматривают как синонимы. Аддитивность экстенсивной переменной означает, что эта переменная допускает дефиницию для любых термодинамических систем, включая неоднородные (которые всегда можно разбить на однородные части, если изначально требование однородности рассматривалось как необходимое при введении рассматриваемой переменной).
Примерами экстенсивных параметров являются объём, массы веществ, внутренняя энергия, энтропия, термодинамические потенциалы.
На свойстве аддитивности экстенсивных величин основан метод их измерения путём сравнения с эталоном. Измерение интенсивной величины покоится на использовании связи между изменениями интенсивной величины, с одной стороны, и изменениями подходящей экстенсивной величины, с другой стороны. Для измерения температуры жидкостным термометром в качестве такой экстенсивной величины можно использовать объём спирта или ртути.
Для простой открытой системы, как и для гетерогенной системы при неизменном соотношении между массами фаз, значение любой экстенсивной переменной пропорционально массе системы. Это утверждение иногда используют как дефиницию экстенсивной переменной, рассматривая её как аддитивную по массе величину.

## Описание состояния системы и описание состояния фазы
С точки зрения терминологии о любом растворе одинаково правильно говорить как о гомогенной системе и как об однофазной системой, а о кубиках льда в воде — как о гетерогенной системе и как о двухфазной системе. Выбор наиболее подходящего термина зависит от постановки рассматриваемой задачи, поскольку различие в терминах «термодинамическая система» и «термодинамическая фаза» отражает разницу в подходах к описанию системы и фазы. Под состоянием фазы понимают набор используемых для её описания интенсивных переменных. Такие интенсивные величины, как плотность, теплоёмкость, коэффициент термического расширения и др. характеризуют термодинамические свойства индивидуального вещества или раствора, образующего фазу. Само понятие термодинамической фазы было введено Гиббсом с целью «иметь термин, который относится только к составу и термодинамическому состоянию […] тела и для которого не имеет значения его величина или его форма».
Для задания термодинамического состояния системы, то есть всей совокупности её свойств, недостаточно знания свойств фаз, образующих эту систему: в наборе независимых переменных системы должна быть представлена хотя бы одна экстенсивная величина, например объём или масса системы.
Число независимых интенсивных переменных, необходимых для задания состояния всех фаз системы, называют вариантностью системы. Число независимых переменных, необходимых для задания состояния системы с учётом масс всех её фаз, называют полной (общей) вариантностью системы. Вариантность и полную вариантность системы находят с помощью правила фаз Гиббса.

## Функционалы процесса
Функционалы процесса (параметры процесса, функции процесса) представляют собой характеристики совершаемого системой термодинамического процесса и зависят от его пути, то есть способа перехода системы из состояния в начале процесса в конечное состояние. Термин «функция» подчёркивает, что вычисление параметра процесса требует знания его математической модели, например, уравнения адиабаты газа. Параметры процесса (например, теплота и работа) «не существуют» до процесса, после процесса и вне процесса. Для равновесного процесса, когда его путь известен (задан условиями задачи, например указано, что процесс изобарный, изотермический или изоэнтропный), значения работы и теплоты можно выразить через изменение функций состояния системы (см., например, Тепловой эффект химической реакции).
К функциям процесса в термодинамике относят
- количество теплоты {\displaystyle Q,}
- термодинамическую работу {\displaystyle W,}
- изменение энергии системы за счёт изменения масс составляющих систему веществ (энергию переноса массы[76], химическую работу[77][78][79][80], работу перераспределения масс веществ[81]) {\displaystyle Z.}

Зависимость от пути процесса не позволяет говорить о работе и теплоте как свойствах системы, то есть нельзя приписывать системе «запас работы» и «запас теплоты», а также говорить об «изменении» теплоты и работы в процессе. Элементарное (бесконечно малое) изменение параметра процесса в инфинитезимальном процессе, для которого разница между начальным и конечным состояниями системы бесконечно мала, не является полным дифференциалом какой-либо функции. Для равновесного процесса теплоту и работу можно выразить через переменные состояния (символ {\displaystyle \delta } означает, что соответствующая функция относится к бесконечно малому процессу; приводимые формулы справедливы для открытой термодеформационной системы):
- {\displaystyle \delta Q=TdS,} где {\displaystyle T} — абсолютная температура, {\displaystyle S} — энтропия;
- {\displaystyle \delta W=-PdV,} где {\displaystyle P} — давление, {\displaystyle V} — объём;
- {\displaystyle \delta Z=\sum _{i=1}^{k}\mu _{i}dm_{i},} где {\displaystyle m_{i}} — масса i-го составляющего вещества, {\displaystyle \mu _{i}} — химический потенциал этого вещества, {\displaystyle k} — число составляющих систему веществ[85].

## Условные функции состояния
Рассмотрим такие функционалы процесса, как эксергия и анергия, которые зависят от свойств окружающей среды. Достаточно часто при неизменности состояния окружающей среды эксергию и анергию можно выразить через функции состояния системы, соответственно они ведут себя как функции состояния, к каковым их и принято в таких ситуациях условно причислять. Встретив в литературе фразы: «Энергия системы складывается из эксергии и анергии», «Второй закон термодинамики позволяет выделить 2 формы энергии: анергию и эксергию», «В идеальном обратимом процессе будет получена работа, равная убыли эксергии», — в которых использованы термины эксергия системы и анергия системы, следует вспомнить об условности отнесения этих термодинамических величин к функциям состояния, т. е. к характеристикам системы, а не процесса.

## Обобщённые термодинамические координаты и обобщённые термодинамические силы
Рассмотрим равновесную однородную термодинамическую систему с внутренней энергией {\displaystyle U} и энтропией {\displaystyle S}. Обобщённые термодинамические координаты входят как в число естественных независимых переменных внутренней энергии, рассматриваемой как характеристическая функция системы:
| {\displaystyle U=(U,S,\{x_{i}\},\{m_{i}\}),} | (Каноническое уравнение состояния для внутренней энергии) |

так и в число естественных независимых переменных {\displaystyle S}, также рассматриваемой как характеристическая функция системы:
| {\displaystyle S=S(U,\{x_{i}\},\{m_{i}\}).} |

Здесь {\displaystyle x_{i}} — обобщённая термодинамическая координата i-го типа (выражение {\displaystyle \{x_{i}\}} есть сокращение для перечисления всех координат: {\displaystyle x_{1},} {\displaystyle x_{2},} … {\displaystyle x_{i},} …); {\displaystyle m_{j}} — масса j-го компонента. Для газов и изотропных жидкостей объём системы есть она из обобщённых координат, часто — единственная. Частная производная
{\displaystyle X_{i}\equiv \left({\frac {\partial U}{\partial x_{i}}}\right)_{S,\{x_{k\neq i}\},\{m_{j}\}}}
носит название обобщённой термодинамической силы, сопряжённой с координатой {\displaystyle x_{i}}. Каждой обобщенной координате соответствует своя обобщённая сила; физические переменные, соответствующие обобщённым координатам и силам, конкретизируют применительно к решаемой задаче. Обобщённую силу можно выразить через абсолютную термодинамическую температуру {\displaystyle T} и частную производную энтропии по обобщённой координате:
{\displaystyle X_{j}=-T\left({\frac {\partial S}{\partial x_{i}}}\right)_{U,\{x_{k\neq i}\},\{m_{j}\}}.}
Обобщенные силы являются величинами интенсивными, а обобщенные координаты — величинами аддитивными.
Обобщённая сила, сопряжённая с объёмом системы {\displaystyle V}, есть взятое со знаком минус давление {\displaystyle P} в системе. Для бесконечно малого (элементарного) равновесного процесса в простой системе возможен единственный вид работы — работа расширения/сжатия {\displaystyle W_{v}}:
| {\displaystyle \delta W_{v}=-PdV.} | (Работа расширения/сжатия для элементарного равновесного процесса в простой системе) |

Элементарная работа {\displaystyle \delta }, совершаемая однородной системой в бесконечно малом равновесном процессе, равна сумме элементарных работ, совершаемых каждой из обобщённых сил:
| {\displaystyle \delta W=\sum _{i}X_{i}dx_{i}.} | (Суммарная работа для равновесного процесса в однородной системе) |

Ниже перечислены некоторые обобщённые координаты и силы:
| Элементарная работа                             | Обобщённая координата                                | Обобщённая сила                                    |
| ----------------------------------------------- | ---------------------------------------------------- | -------------------------------------------------- |
| расширения/сжатия изотропного флюида            | объём {\displaystyle V}                              | давление (со знаком «-») {\displaystyle -P}        |
| сил поверхностного натяжения                    | площадь поверхности {\displaystyle S_{s}}            | поверхностное натяжение {\displaystyle \sigma }    |
| растяжения/сжатия упругого стержня (пружины)    | длина {\displaystyle L}                              | сила растяжения/сжатия {\displaystyle F_{l}}       |
| однородной деформации изотропного твёрдого тела | компоненты деформации {\displaystyle \epsilon _{ij}} | компоненты напряжения {\displaystyle \sigma _{ij}} |
| поднятия груза в поле тяготения                 | высота {\displaystyle H_{h}}                         | вес груза {\displaystyle W_{w}}                    |
| гальванического элемента                        | электрический заряд {\displaystyle E_{e}}            | ЭДС {\displaystyle E_{g}}                          |

## Термодинамические координаты состояния и потенциалы взаимодействия
Запишем для равновесной однородной термодинамической системы каноническое уравнение состояния для внутренней энергии  без разделения естественных независимых переменных внутренней энергии на энтропию, обобщённые координаты и массы компонентов
| {\displaystyle U=U(y_{1},y_{2},...,y_{i},...)} |

и назовём термодинамическими координатами состояния переменные {\displaystyle y_{1},y_{2},...,y_{i},...,} а набор частных производных
| {\displaystyle Y_{i}\equiv \left({\frac {\partial U)}{\partial y_{i}}}\right)_{\{y_{j\neq i}\}}} | (Термодинамический потенциал взаимодействия) |

назовём термодинамическими потенциалами взаимодействия. С использованием координат состояния и потенциалов получаем дифференциальную форму фундаментального уравнения Гиббса в энергетическом выражении в следующем виде:
| {\displaystyle dU=\sum _{i}Y_{i}dy_{i}.} | (Дифференциальная форма основного уравнения термодинамики) |

Принимая во внимание, что термическая координата есть энтропия, термический потенциал — абсолютная термодинамическая температура, деформационная координата флюида — объём, деформационный потенциал флюида — давление с отрицательным знаком, для закрытой термодеформационной системы получаем основное уравнение термодинамики в традиционном виде:
| {\displaystyle dU=TdS-PdV.} | (Основное уравнение термодинамики для закрытой термодеформационной системы) |

Термины «термодинамические координаты состояния» и «термодинамические потенциалы взаимодействия» использует предложенная А. А. Гухманом система построения и изложения термодинамики. Отказ от традиционной терминологии и обращение к новому понятийному аппарату позволяет системе Гухмана избежать коллизий, связанных с нетрадиционным использованием устоявшихся терминов.

## Внешние и внутренние переменные состояния
Иногда переменные состояния делят на внешние, характеризующие окружающую среду и не зависящие от состояния рассматриваемой системы, и внутренние, характеризующие изучаемую систему. Другая дефиниция отождествляет внешние переменные с обобщёнными термодинамическими координатами. Следующая дефиниция отождествляет внешние переменные (объём, энтропию и массу системы) с термодинамическими координатами состояния. Согласно очередной дефиниции внешние переменные (объём, напряжённость силового поля и др.) есть переменные состояния, характеризующие систему, но оцениваемые через состояние внешней среды. Иначе говоря, они представляют собой функции характеристик окружающей среды (функции координат внешних тел), зависящие от того, где проведена граница между системой и внешней средой (внешними телами), и от условий, в которых находится система, так что в разных ситуациях одна и та же величина может выступать в роли как внешней, так и внутренней переменной. Например, при фиксированном положении стенок сосуда объём флюида является внешней переменной, а давление — внутренней; в других условиях, когда система находится в цилиндре с подвижным поршнем под постоянным давлением, то уже давление будет внешней, а объём — внутренней переменной (объём твёрдого тела — внутренняя переменная, ибо он не зависит от свойств окружающих тел). Условность деления переменных состояния на внешние и внутренние очевидна: рассматриваемую систему и окружающую её среду всегда можно рассматривать как часть единой расширенной системы, состоящей из изучаемой системы и окружающей её среды, и для такой расширенной системы все интересующие нас переменные состояния можно считать внутренними.
Известны и другие, помимо перечисленных, трактовки термина «внешняя переменная». Отсутствие общепринятого истолкования затрудняет использование представления о внешних переменных.
Температуру системы обычно относят к внутренним переменным, но иногда её причисляют к переменным внешним.
Внешние переменные важны для тех способов построения/изложения термодинамики, в которых термодинамическую систему рассматривают как чёрный ящик: изменяя внешние переменные (напрямую связанные с совершаемой системой — или над системой — работой) и наблюдая за поведением изучаемой системы, делают выводы о внутренних переменных системы.

## Термические и калорические термодинамические величины
К первичным термическим величинам относят те макроскопические физические величины, которые входят в термические уравнения состояния, выражающие связь между температурой, обобщёнными термодинамическими координатами (к которым в данном случае причислены количества составляющих систему веществ) и обобщёнными термодинамическими силами (к которым в данном случае отнесены химические потенциалы составляющих систему веществ). В простейшем случае закрытой термодеформационной системы это температура, давление и объём. Вторичные величины, образованные исключительно из перечисленных выше первичных термических величин (плотность, удельный объём, термические коэффициенты и другие), также относятся к термическим. Обратите внимание, что, за исключением химического потенциала, единицы измерения термических величин не содержат упоминания о единице измерения энергии (в системе СИ это джоуль). Впрочем, поскольку

 1 Дж = 1 Н·м , 
то и применительно к химическому потенциалу можно обойтись без упоминания о единице измерения энергии.
В качестве первичных калорических величин обычно выступают термодинамические потенциалы (чаще всего внутренняя энергия и  энтальпия) и энтропия как родоначальница ряда функций Массье — Планка. Величины, образованные из перечисленных выше первичных калорических величин (теплоёмкости, скрытые теплоты и другие калорические коэффициенты), также относятся к калорическим. Обратите внимание, что единицы измерения калорических величин всегда содержат упоминания о единице измерения энергии.

## Свойства веществ
Ниже перечислены некоторые числовые параметры, используемые в качестве характеристик вещества, образующего термодинамическую систему. Параметры, применяемые для описания свойств вещества только в неравновесных процессах (коэффициент теплопроводности и т. п.), отнесены к теплофизическим свойствам; величины типа скрытых теплот, к которым обращаются при рассмотрении равновесных процессов, включены в группу параметров процессов, протекающих при заданных условиях. Внутри каждой группы использована алфавитная сортировка терминов.

### Термомеханические
- вириальные коэффициенты,
- коэффициент Джоуля — Томсона,
- коэффициент линейного расширения твёрдых тел,
- коэффициенты уравнения состояния Ван дер Ваальса,
- коэффициенты эмпирических уравнений состояния,
- модули упругости твёрдых тел (коэффициенты Ламе и т. п.),
- объём Бойля,
- поверхностное натяжение,
- температура Бойля,
- термические коэффициенты (изобарный коэффициент термического расширения, термический коэффициент давления при постоянном объёме, изотермический коэффициент всестороннего сжатия),
- удельный объём (плотность),
- универсальная газовая постоянная,
- фактор сжимаемости.

### Теплофизические
- внутреннее давление,
- давление насыщенного пара,
- калорические коэффициенты (теплоёмкости при постоянном объёме и при постоянном давлении, теплота изотермического расширения и др.),
- коэффициент динамической вязкости,
- коэффициент кинематической вязкости,
- коэффициент диффузии,
- коэффициент теплопроводности,
- коэффициент температуропроводности,
- коэффициенты термогальваномагнитных процессов,
- критические постоянные (температура, давление),
- параметры тройной точки,
- параметры фазовых переходов (температура плавления, температура кипения, температура полиморфного перехода, температура фазового перехода II рода),
- удельная теплоёмкость,
- показатель политропы (показатель адиабаты),
- растворимость,
- температура насыщения,
- термоЭДС.

### Термохимические
- стандартная фугитивность,
- стандартная энтальпия образования соединения из простых веществ,
- стандартная энтропия (стандартная абсолютная энтропия),
- стандартный потенциал Гиббса образования соединения из простых веществ,
- стандартный химический потенциал,
- стандартный электродный потенциал.

## Параметры процессов при заданных условиях
Если условия выполнения термодинамического процесса однозначно заданы природой вещества или выбором условий проведения процесса, то характеристики такого процесса представляют собой числовые параметры, многие из которых вошли в существующие базы данных.

### Параметры фазовых реакций
К этой группе числовых параметров относят характеристики фазовых переходов I рода (фазовых реакций):
- скрытая теплота испарения,
- скрытая теплота плавления,
- скрытая теплота полиморфного перехода
- скрытая теплота сублимации.

### Параметры химических реакций
- константа равновесия химической реакции,
- стандартная ЭДС,
- стандартное изменение потенциала Гиббса в химической реакции (стандартный изобарный потенциал реакции, стандартная энергия Гиббса реакции),
- стандартное изменение энтальпии в химической реакции (стандартная энтальпия реакции),
- стандартное изменение энтропии в химической реакции (стандартная энтропия реакции),
- стандартное химическое сродство.